# 中国共产党第九次全国代表大会
中国共产党第九次全国代表大会，简称中共九大，于1969年4月1日至24日在北京召開。出席代表1512人，代表全国2200万党员。

## 会议准备
1969年1月中央决定起草九大政治报告，主要是陈伯达起草，起草小组成员还包括张春桥、姚文元。1969年3月12日毛泽东主持讨论过陈伯达起草的初稿，毛泽东说：政治报告只提刘少奇，其他不提；不要那么吹，列宁才是帝国主义时代的马克思主义，现在还是帝国主义时代，所以不能提三个里程碑（指把毛泽东思想说成是马克思主义发展的第三个里程碑）；报告主要是鼓气，但要讲点困难；要提出矛盾来，讲清为什么要搞文化大革命。发明火、发明蒸汽机，是两次文化大革命，我们的文化大革命比这两次小得多，过几年，连印象都没有了，何必那样吹？会议决定由张春桥、姚文元执笔重新起草九大政治报告。3月31日九大召开前一天，毛泽东在送审的修改第三稿上批示：“林彪同志：又看了一遍，作了一些修改，主要是把第四节与第三节对调一下，末尾一小节当作第五节。这是郭沫若同志提出来的，我觉得这个意见较好。是否可以，请你酌定。并告张、姚二同志。”最终定稿的九大政治报告的题目就是《团结起来　争取更大的胜利》，包括：
- 第一部分谈论关于无产阶级文化大革命的准备，这一部分从八届十中全会开始，梳理了继续革命理论提出的过程。
- 第二部分讲文化大革命的具体过程。
- 第三部分是认真搞好斗批改，是针对现实中间较为突出的问题提出解决方案。
- 第四部分是关于无产阶级文化大革命的政策，这是针对当时较为显著的干部和知识分子问题的政策。
- 第五部分关于无产阶级革命的最后胜利，
- 第六部分关于党的整顿和建设，都是讲当时最为迫切的政治生活前景问题。
- 第七部分讲对外关系
- 最后一部分号召团结起来去争取胜利。

由於中共九大召開時正值「文化大革命」的高潮，相當多的原八屆中央委員仍處於被審查、被監禁的狀况而未能出席大會，多数代表由革命委员会同各造反组织的领导协商决定或上级指定。

## 会议经过
毛泽东主持開幕式並致開幕詞，林彪代表中共中央作政治报告。报告以“无产阶级专政下继续革命的理论”为核心，全面肯定无产阶级文化大革命，批判以刘少奇为首的“资产阶级司令部”。
大会通过了上述报告和《中国共产党章程》修改草案。九大通過的新黨章把“无产阶级专政下继续革命的理论”和林彪“是毛泽东同志的亲密战友和接班人”写进了总纲，取消了一些党员的权利和组织机构，取消了党员的预备期，取消了中央书记处，取消了中央监察委员会等机构。
大會选举出中央委员170人、候补中央委员109人，其中原八届中央委员和候补中央委员只有53人。

## 大会机构
中国共产党第九次全国代表大会主席团名单
（共176人）
毛泽东主席　林　彪副主席
周恩来　陈伯达　康　生　江　青　张春桥　姚文元　谢富治　黄永胜　吴法宪　叶　群　汪东兴　温玉成
董必武　刘伯承　朱　德　陈　云　李富春　陈　毅　李先念　徐向前　聂荣臻　叶剑英
于会泳　王　体　王　震　王世藩　王进喜　王克京　王秀珍　王秉璋　王洪文　王效禹　王淮湘　王景升　王辉球　王超柱　马　毅　马福全　孔石泉　韦国清　天　宝　毛泽仁　邓子恢　邓颖超　龙书金　田华贵　皮定均　刘　丰　刘兴元　刘庆棠　刘均益　刘贤权　刘建勋　刘格平　刘盛田　刘锡昌　华国锋　华银凤　孙秀兰　孙淑琴　买仁虎　江礼银　年四旺　冯全民　朱光亚　任　荣　许世友　杜　平　邱会作　杨育才　杨春甫　杨桂芳　杨得志　吴　涛　吴　德　吴金全　吴学珍　汪家道　肖劲光　李大章　李天佑　李四光　李玉英　李再含　李守林　李作鹏　李定山　李桂英　李雪峰　李瑞山　李德生　吕玉兰　宗希云　冼恒汉　周建人　周丽琴　金祖敏　罗锡康　郑维山　张日清　张云逸　张达志　张生堂　张世忠　张江霖　张西挺　张体学　张连友　张国华　张泗洲　张恒云　张英才　张耀祠　张富贵　张鼎丞　陈　郁　陈士榘　陈永贵　陈代富　陈爱娥　陈敢峰　陈锡联　胡世全　胡良才　胡修道　南　萍　范文澜　姚连蔚　映　宗　袁升平　浩　亮　徐海东　徐道义　徐景贤　聂元梓　唐岐山　唐金枝　殷维臣　顾阿桃　钱学森　尉凤英　梁兴初　康健民　郭沫若　寇秋枝　曹轶欧　曾　山　曾绍山　曾思玉　曾雍雅　彭　冲　彭贵和　黄成连　黄象和　韩先楚　程世清　舒积成　粟　裕　董明会　隆光前　解学恭　谢家塘　赛福鼎　黎　原　樊孝菊　蔡　畅　蔡协斌　蔡树梅　滕代远　滕海清　潘天福　潘复生　谭甫仁　魏秉奎

## 会议评价
这次大会后来被1981年十一届六中全会通过的《关于建国以来党的若干历史问题的决议》中定性为“在思想上、政治上和组织上的指导方针都是错误的”。